# Robert Watiyakeni
Robert Watiyakeni (né à une date inconnue et mort le 27 avril 1993 dans l'océan Atlantique au large des côtes du Gabon lors d'un accident d'avion) est un joueur de football international zambien, qui évoluait au poste de défenseur.

## Biographie

### Carrière en sélection
Avec l'équipe de Zambie, il joue entre 1991 et 1993. 
Il figure dans le groupe des sélectionnés lors de la Coupe d'Afrique des nations de 1992, où la sélection zambienne atteint les quarts de finale.